# アルゴス (プロレスラー)
アルゴス（Argos、1985年10月14日 - ）は、メキシコの覆面レスラー。メキシコシティ出身。
ドクトル・カロンテの息子で、家族の多くがレスラーであり、兄弟にカリスティコ、アルヘニス、ドクトル・カロンテ・ジュニア2号、ミニ・マーダー・クラウン。叔父にトニー・サラサール、いとこにカメラマンのアレクシス・サラサール、マグヌス、ウリセス・ジュニアがいる。

## 来歴
2002年、メキシコのメジャー団体であるCMLLにてアストロ・ボーイ2号（Astro Boy II）のリングネームでルチャドールとしてデビューし、兄であるアストロ・ボーイとロス・アストロボーイズなるタッグチームを結成して活動。アストロ・ボーイがミスティコへとリングネームを変更してタッグを解消すると正式にアストロ・ボーイ（Astro Boy）を引き継いだ。
2011年、ミスティコがWWEと契約を交わし、CMLLから離脱した事がきっかけとなり自身もCMLLから退団。5月にライバル団体であるAAAへと移籍。ギリシア神話の巨人ギミック、アルゴス（Argos）のリングネームへと変更し、弟のアルヘニスが所属するテクニコユニットであるリアル・フエルサ・エリアに入った。
2012年、リアル・フエルサ・エリア解散後、ルードへと転向してエル・テハノ・ジュニアが率いるエル・コンセホの一員として活動している。
2014年5月4日、UMLL Guerra de Gladiadoresにてシン・カラ & アルヘニス、そしてシベルネティコと組んでアベルノ & サイコ・サーカスと3本勝負による8人制タッグマッチを行い勝利した。8月24日、UWE（Universal Wrestling Entertainment）にてアルヘニス & ドクトル・カロンテと組んでロス・ピラタス（ピラタ・モルガン & ピラタ・モルガン・ジュニア & イホ・デ・ピラタ・モルガン）と親子対決を行うも敗戦した。
2016年7月、みちのくプロレスが9月に行うふく面ワールドリーグ戦に出場する事が発表される。9月16日、ふく面ワールドリーグ戦の一回戦でレボルシオンと対戦。最後にクリップラー・クロスフェイスを決められ敗戦した。

## 得意技
- カナディアン・デストロイヤー
- バッククラッカー